# إل إكس دي إي
إل إكس دي إي (بالإنجليزية: LXDE) هي بيئة سطح مكتب حرّة ومفتوحة المصدر لمنصات يونكس والمنصات الأخرى المتوافقة مع بوزيكس POSIX مثل لينُكس وبي إس دي.(lxde هي اختصار لـ "Lightweight X11 Desktop Environment" وتعني "بيئة سطح مكتب إكس11 الخفيفة). صممت ال اكس دي أي للعمل بشكل جيد مع أجهزة الحاسوب ذات الاداء المنخفض والموارد المحدودة، والقديمة. وقد أظهرت التجارب ان ال اكس دي أي تستهلك ذاكرة أقل بكثير من بيئات سطح مكتب أخرى. كما انها تعمل بنظام ترقيات مستمرة.

## تاريخ
بدأ المشروع في عام 2006 على يد المبرمج التايواني (Hong Jen Yee: هونغ جن يي)، المعروف باسم PCMan أيضا، عندما نشر مدير الملفات باكمان. وكان أول جزء من أجزاء واجهة اإل إكس دي إي. وكتبت واجهة اإل إكس دي إي بلغة البرمجة (السي c)، باستخدام ادوات جتك ويعمل على الانظمة الشبيهة بنظام يونكس والأنظمة المبنية على يونكس المتوافقة مع معايير (POSIX)، مثل لينُكس (والبي اس دي: توزيعة برمجيات بيركلي). ويشيع استخدام جتك في الكثير من توزيعات لينُكس ويسمح للتطبيقات بالعمل على منصات مختلفة. هذه الواجهة تزيد شعبيتها واستخدامها، وتتطور بشكل سريع. توزيعة Lubuntu هي توزيعة تاتي بواجهة إل إكس دي إي افتراضيا، وتتميز بالخفّة والسلاسة. وتعتبر مناسبة للأجهزة محدودة الموارد والقديمة. والعديد من التوزيعات تضعها في مستودعاتها وتتيح لك تنصيبها. إل إكس دي إي مرخّصة تحت ترخيص مزدوج تحت بنود رخصة جنو العمومية ورخصة جنو العمومية الصغرى.

## مكونات
بعكس بيئات سطح مكتب أخرى مثل جنوم وكدي تأتي إل إكس دي إي بمكونات قليلة، ويمكن تشغيلها بشكل مستقل عن بعضها البعض.
تتكون بيئة سطح المكتب إل إكس دي إي من عدة عناصر:
| باكمان       | مدير الملفات الإفتراضي لبيئة إل إكس دي إي والذي يتميز بخفته وسرعته في تحميل الأدلة، وذلك مع توفيره للعديد من المزايا الهامة، مثل التصفح الملسن (مثل فايرفوكس) وميزة البحث عن الملفات، وإظهار مصغرات لملفات الصور المدعومة. كما أنه يدعم UTF-8 مما يجعله مثاليًا للمستخدم العربي. |  |
| LXInput      | اداة إعداد تخطيط لوحة المفاتيح والفأرة. |  |
| LXLauncher   | مطلق للتطبيقات يملأ الشاشة، وهو مثالي للحواسيب المحمولة متناهية الصغر من ذوات الشاشات الصغيرة (netbooks) مثل eeePC. |  |
| LXPanel      | والذي يوفر شريطًا لسطح مكتب إل إكس دي إي. يولد LXPanel قائمته من ملفات *.desktop، ويمكن ضبطه من خلال الواجهة الرسومية. |  |
| LXSession    | مدير جلسات إل إكس دي إي. يقوم مدير الجلسات ببدء بعض التطبيقات آليًا عند فتح النظام لتحصل على بيئة متكاملة تمارس من خلالها أعمالك. |  |
| LXAppearance | مبدل السمات، يمكنك من خلاله تغيير سمة GTK والأيقونات والخطوط بسهولة ويسر. |  |
| Leafpad      | محرر نصوص بسيط. |  |
| Xarchiver    | مدير أرشيفات. |  |
| GPicView     | عارض الصور البسيط ذو الواجهة السهلة والأداء السريع. |  |
| LXMusic      | مشغل موسيقي مبني على xmms2. |  |
| LXTerminal   | محاكي الطرفية. |  |
| LXTask       | مدير المهام ومراقب النظام. |  |
| LXRandR      | مدير الشاشات. يسمح لك بضبط الشاشة والشاشات الخارجية. |  |
| LXDM         | شاشة دخول خفيفة. |  |
| LXNM         | مدير الشبكة. متوفر للينُكس فقط. |  |
| اوبن بوكس    | مدير نوافذ في قمة البساطة. |  |
| obconf       | إعداد مدير النوافذ اوبن بوكس من خلال واجهة رسومية. |  |
| GtkNetCat    | واجهة رسومية لبرنامج netcat الذي يسمح لك بنقل الملفات بين الحواسيب بسهولة باستخدام TCP أو UDP. |  |

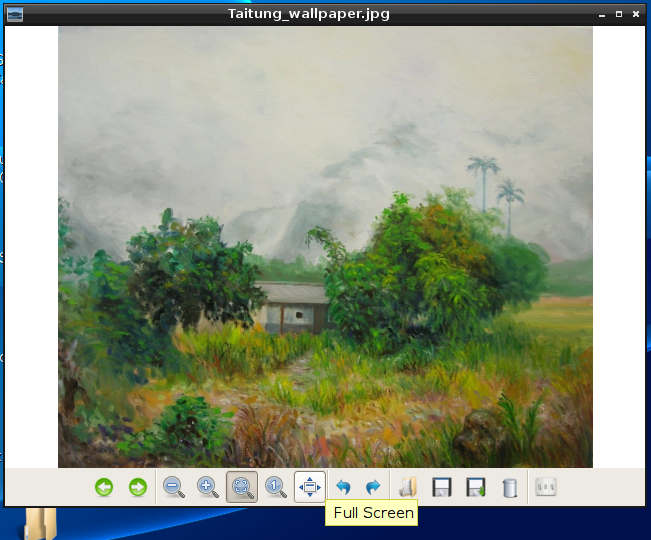
عارض صور
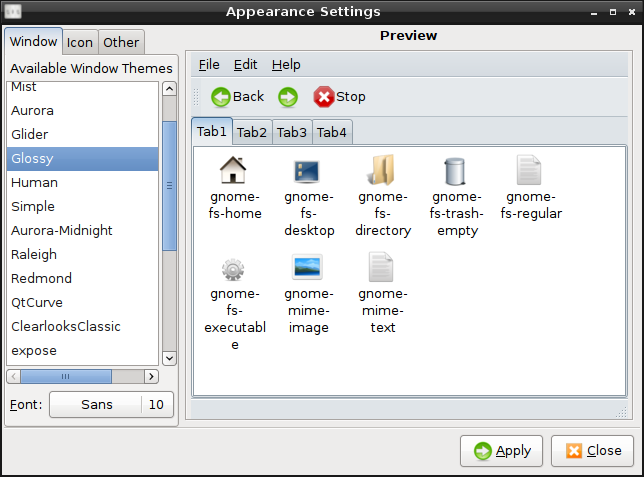
مبدل السمات
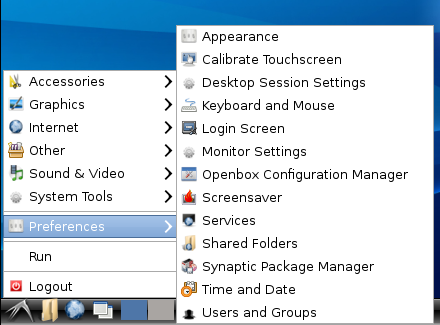
شريط سطح المكتب
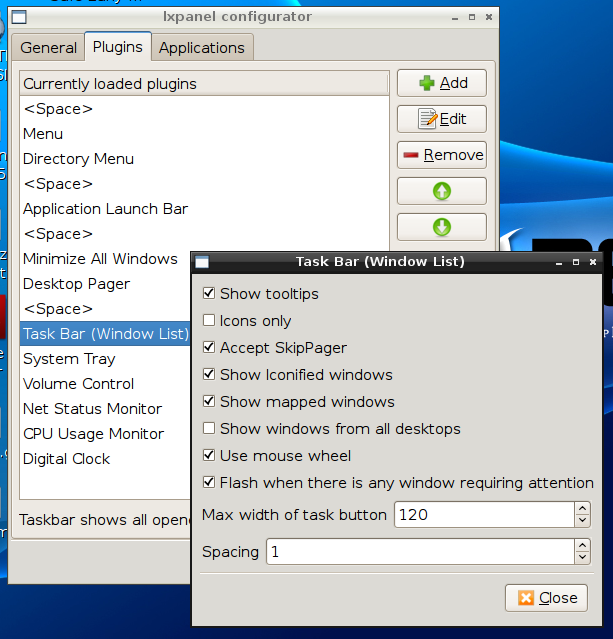
اعدادات شريط سطح المكتب
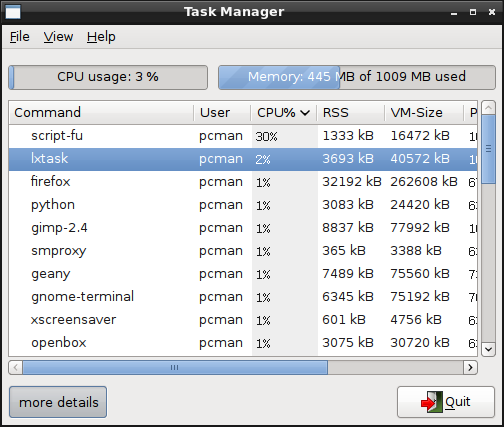
مدير المهام ومراقب النظام
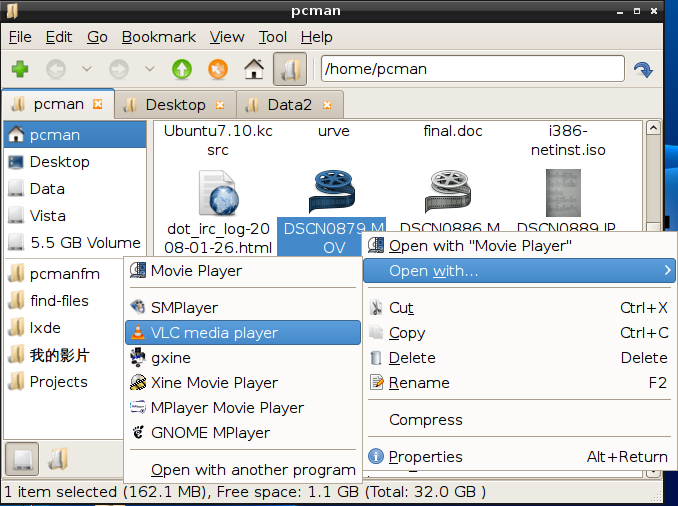
مدير ملفات "بكمان"
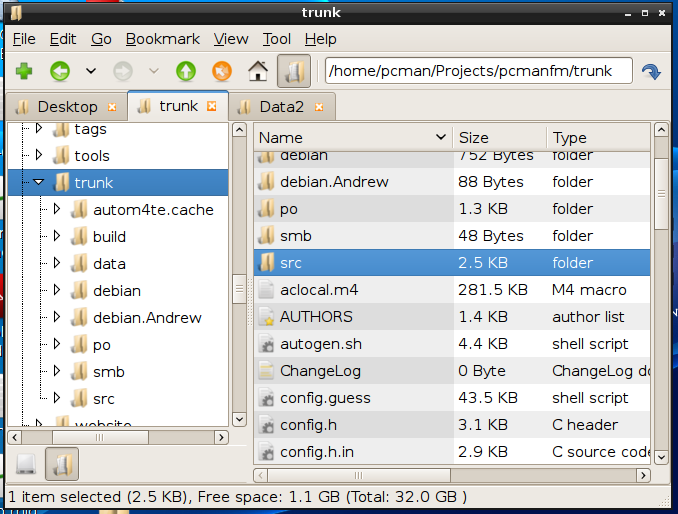
مدير ملفات "بكمان"
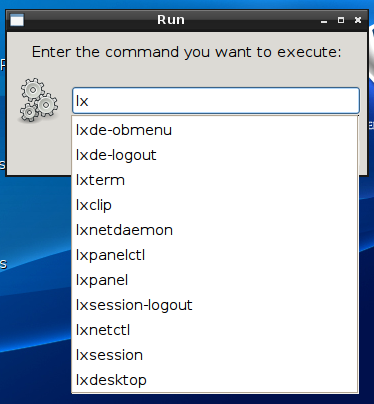
مشغل التطبيقات

## روابط خارجية
- إل إكس دي إي على موقع Open Hub (الإنجليزية)
- إل إكس دي إي على موقع SourceForge (الإنجليزية)